# Sandava varialis
Sandava varialis är en fjärilsart som beskrevs av Walker 1865. Sandava varialis ingår i släktet Sandava och familjen nattflyn. Inga underarter finns listade.